# Alexander VI
Alexander VI, född Rodrigo Lanzol-Borja y Borja, italienska Rodrigo Borgia, den 1 januari 1431 i Xàtiva i närheten av Valencia, Spanien, död 18 augusti 1503 i Rom, var påve från den 11 augusti 1492 till sin död. Han är ökänd för sitt liderliga leverne och sin nepotism, men var även en tongivande mecenat och mycket kompetent administratör.

## Biografi
Rodrigo Borgia adopterades av sin morbror, påven Calixtus III, och infördes sålunda i den mäktiga ätten Borgia som han härstammade från på mödernet. Han utsågs till kardinal (kardinaldiakon) av San Nicola in Carcere 1456 och senare till kardinalbiskop av Albano. Han fick tillsammans med älskarinnan Vanozza Cattanei bland annat barnen Juan (född 1474, mördad under mystiska omständigheter 1497), Cesare Borgia, Lucrezia Borgia och Gioffre Borgia.

Alexander VI
Detalj av fresken Uppståndelsen, utförd av Pinturicchio (1492–1494). Palazzo Apostolico i Vatikanen.

Borgia befordrades hastigt till kyrkans högre värdigheter, blev 1457 romerska kurians vice kansler och lade under sig biskopsdömena Valencia, Porto och Cartagena samt en stor mängd beneficier.
År 1492 valdes han till påve och tog namnet Alexander VI. Hans pontifikat har gått till historien bland annat för sitt osedliga leverne. Under det fick han en dotter med älskarinnan Giulia Farnese, som han hade ett öppet förhållande med. Även svårbevisade anklagelser för giftmord på kardinaler har framförts. Åtta av hans släktingar utnämndes till kardinaler, bland annat Giulias bror Alessandro, även han sedermera påve. Kyrkostatens militärmakt användes för att erövra områden som sedan överläts på familjen Borgia.
Han exkommunicerade bland andra Girolamo Savonarola, som predikade mot kyrkans nedgång och den ovärdige påven, och lät senare avrätta denne. Han var också drivande i att Portugal och Spanien skulle skriva under Tordesillasfördraget där länderna delade upp världen utanför Europa mellan sig. Från Alexander VI stammar början av den förteckning på förbjudna böcker, som är känd under namnet Index librorum prohibitorum.
År 1500 firades ett jubelår som slog alla tidigare rekord i prakt, liksom i inkomster. Under detta sades man inte bara kunna ernå personlig förlåtelse utan även minska tiden i skärselden för avlidna släktingar genom vallfärd och allmosor. Denna avlat var egentligen inte speciellt märklig, men i och med påvens ekonomiska behov utvecklades den snart. I Tyskland kunde man till och med avstå från vallfärden mot att man inbetalade kostnaden, varigenom bankirfamiljen Fuggers förmögenhet grundlades.
Alexander VI dog av feber och hans gravvård finns i kyrkan Santa Maria di Monserrato i Rom.

## Alexander VI i populärkulturen
- BBC producerade 1981 en tio avsnitt lång dramaserie för TV kallad The Borgias. Den skildrar händelser från 1492, då Rodrigo väljs till påve, fram till Cesares våldsamma död 1507.
- Neil Jordan har gjort en ny TV-serie av historien 2011, med samma titel, The Borgias, där Jeremy Irons spelar rollen som påve Alexander VI.